# Chrysolina geminata
Chrysolina geminata is een keversoort uit de familie bladkevers (Chrysomelidae). De wetenschappelijke naam van de soort werd in 1799 gepubliceerd door Gustaf von Paykull.